# رولف بيك
رولف بيك (بالألمانية: Rolf Beck)‏ هو موزع ألماني، ولد في 15 يناير 1945 في ميشلشتات في ألمانيا.

## وصلات خارجية
- الموقع الرسمي
- رولف بيك على موقع ميوزك برينز (الإنجليزية)
- رولف بيك على موقع أول ميوزيك (الإنجليزية)
- رولف بيك على موقع ديسكوغز (الإنجليزية)